# The Korgis
The Korgis est un groupe britannique de new wave fondé à la fin des années 1970. Sa chanson la plus connue est Everybody's Got to Learn Sometime, sortie en 1980, qui s'est classée no 1 des ventes dans plusieurs pays d'Europe dont la France.

## Histoire
Les deux membres fondateurs des Korgis, Andy Davis et James Warren, travaillent ensemble pour la première fois au début des années 1970 au sein de Stackridge, un groupe de pop beatlesienne. Leur troisième album, Man in the Bowler Hat (1973), produit par George Martin, est le seul à entrer dans les charts britanniques. Warren et Davis quittent Stackridge peu après sa sortie. Ils se retrouvent cinq ans plus tard, en pleine ascension du mouvement new wave, et recommencent à écrire et enregistrer ensemble au début de l'année 1979, avec le violoniste Stuart Gordon et le claviériste Phil Harrison.
Le premier 45 tours des Korgis, Young 'n' Russian, sort en mars 1979 sur le label Rialto Records. Il est suivi par If I Had You, chanson qui rencontre un grand succès au Royaume-Uni où elle se classe no 13 des ventes, en dépit de la décision du groupe de ne pas se produire sur scène. Un premier album, The Korgis, suit la même année. Les Korgis connaissent leur plus gros succès l'année suivante avec Everybody's Got to Learn Sometime, no 5 au Royaume-Uni et no 1 en France et en Espagne.
Andy Davis quitte les Korgis durant l'enregistrement du second album du groupe, Dumb Waiters (1980). James Warren poursuit seul pendant encore deux ans, mais ni les singles, ni l'album Sticky George (1981) ne connaissent le succès et la maison de disques des Korgis ne renouvelle pas leur contrat. James Warren s'engage dans une carrière solo et reforme The Korgis avec Andy Davis et John Baker en 1990. Un nouvel album, This World's for Everyone, sort en 1992. Le trio se sépare l'année suivante, puis se reforme en 2005 pour la compilation The Korgis Kollection et le live Unplugged.

## Membres
- Membres actuels :
  - James Warren : basse, chant, guitare, claviers (1978-1982, 1985-1986, 1990-1993, depuis 2005)
  - Andy Davis : guitare, chant, claviers, batterie (1978-1980, 1990-1993, depuis 2005)

- Anciens membres :
  - Stuart Gordon : violon (1978-1980)
  - Phil Harrison : claviers (1978-1980)
  - Bill Birks : batterie, guitare (1979)
  - John Baker : guitare, chant, claviers (1980-1982, 1990-1993, 2005-2014)
  - Roy Dodds : batterie (1980-1982)
  - Maggie Stewart : claviers (1980-1982)
  - Steve Buck : flûte (1981-1982)

## Discographie
- 1979 : The Korgis
- 1980 : Dumb Waiters
- 1981 : Sticky George
- 1992 : This World's For Everyone
- 2006 : Unplugged